# Тульское (Красноярский край)
Ту́льское — деревня в Рыбинском районе Красноярского края. Входит в состав Бородинского сельсовета.

## География
Деревня находится на расстоянии примерно 23 км (по прямой) к юго-востоку от города Заозёрный, административного центра района.

### Климат
Климат резко континентальный. Зима суровая, средние температуры января составляют –19—21 °С, критические — от –45 до –52 °С. Лето преимущественно жаркое, солнечное, со средними температурами июля +19—25 °С, максимальные: +34—38 °С.

## История
Основана в 1925 году. В 1926 году в деревне было учтено было 183 жителя, преимущественно русских.

## Население
| 2010 |
| ---- |
| 44   |

### Национальный состав
Согласно результатам переписи 2002 года, в национальной структуре населения русские составляли 79 % из 98 чел.